# Stazione di Cibali
La stazione di Cibali era una fermata della tratta urbana della ferrovia Circumetnea, posta al km 5+487, a servizio della città di Catania, nel quartiere Cibali.

## Storia
Il 2 febbraio 1895 la stazione entrò in servizio con l'inaugurazione del tratto di ferrovia che da Catania Borgo arrivava ad Adernò (oggi Adrano).
La stazione venne costruita in zona periferica, ma discretamente popolata e con molti fondi agricoli; con il passare degli anni è stata totalmente inglobata dalla città.
Dal 2013, la stazione è sede di un esercizio commerciale con vendita di biglietti.
Dal 27 luglio 2021, la stazione è diventata un nodo di scambio con la nuova stazione di Cibali della Metropolitana di Catania.

### Interventi di riqualificazione e ristrutturazione

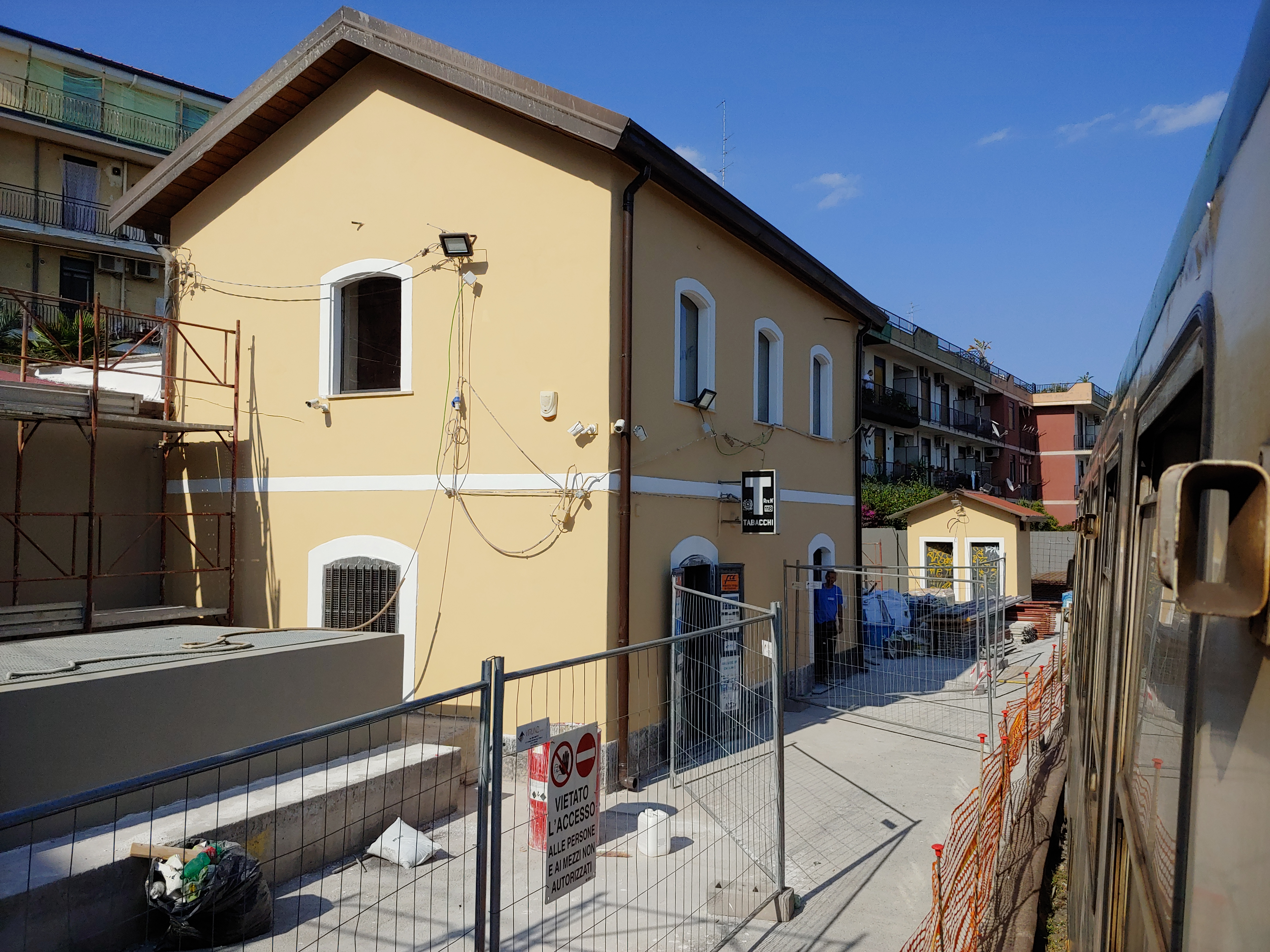
La stazione di Cibali in corso di ristrutturazione, vista dall'ADe 13 (appartenente alla serie delle automotrici ADe 11-20), 3 giugno 2021.

In previsione dell'apertura della stazione di Cibali della metropolitana di Catania (avvenuta il 27 luglio 2021), nel corso del 2021 è stata avviata la ristrutturazione della stazione. Essa ha comportato la ristrutturazione del tetto e degli interni, la sostituzione dei vecchi infissi in legno con quelli in metallo, l'installazione della linea gialla tattile per non vedenti, la soppressione del piccolo orto posto a est della stazione, compreso il muretto di recinzione, la sostituzione della pavimentazione (solo sul marciapiede dal lato della stazione), e la ristrutturazione dei bagni pubblici; inoltre è stato installato sul fabbricato un sistema di videosorveglianza.
La stazione è stata riverniciata nel tradizionale colore giallo.

### La dismissione a favore della metropolitana di Catania
Dal 15 giugno 2024, in concomitanza alla chiusura della tratta di superficie Catania Borgo-Paternò, la stazione è stata definitivamente dismessa. È in funzione quella omonima sottostante della metropolitana di Catania.

## Strutture e impianti
La stazione (impresenziata), era a due elevazioni, ed era ubicata a nord del binario, nonché fra la circonvallazione della città e lo stadio di calcio Massimino, a poca distanza dalla Facoltà di Agraria dell'Università degli Studi di Catania.
La stazione si trovava a 101,4 metri sul livello del mare, e come per poche altre stazioni della ferrovia, essa era posta alla destra rispetto al senso di marcia della strada ferrata.
Adiacente ad essa, immediatamente ad ovest, si trovava un passaggio a livello automatizzato, con segnalazione acustica e luci rosse (tuttavia esso è sprovvisto di barriere), nel quale la ferrovia intersecava le trafficatissime vie San Nullo e Galermo, strade di attraversamento e penetrazione urbana della città.
Quella di Cibali era la seconda fermata del servizio urbano e metropolitano FCE.

## Movimento

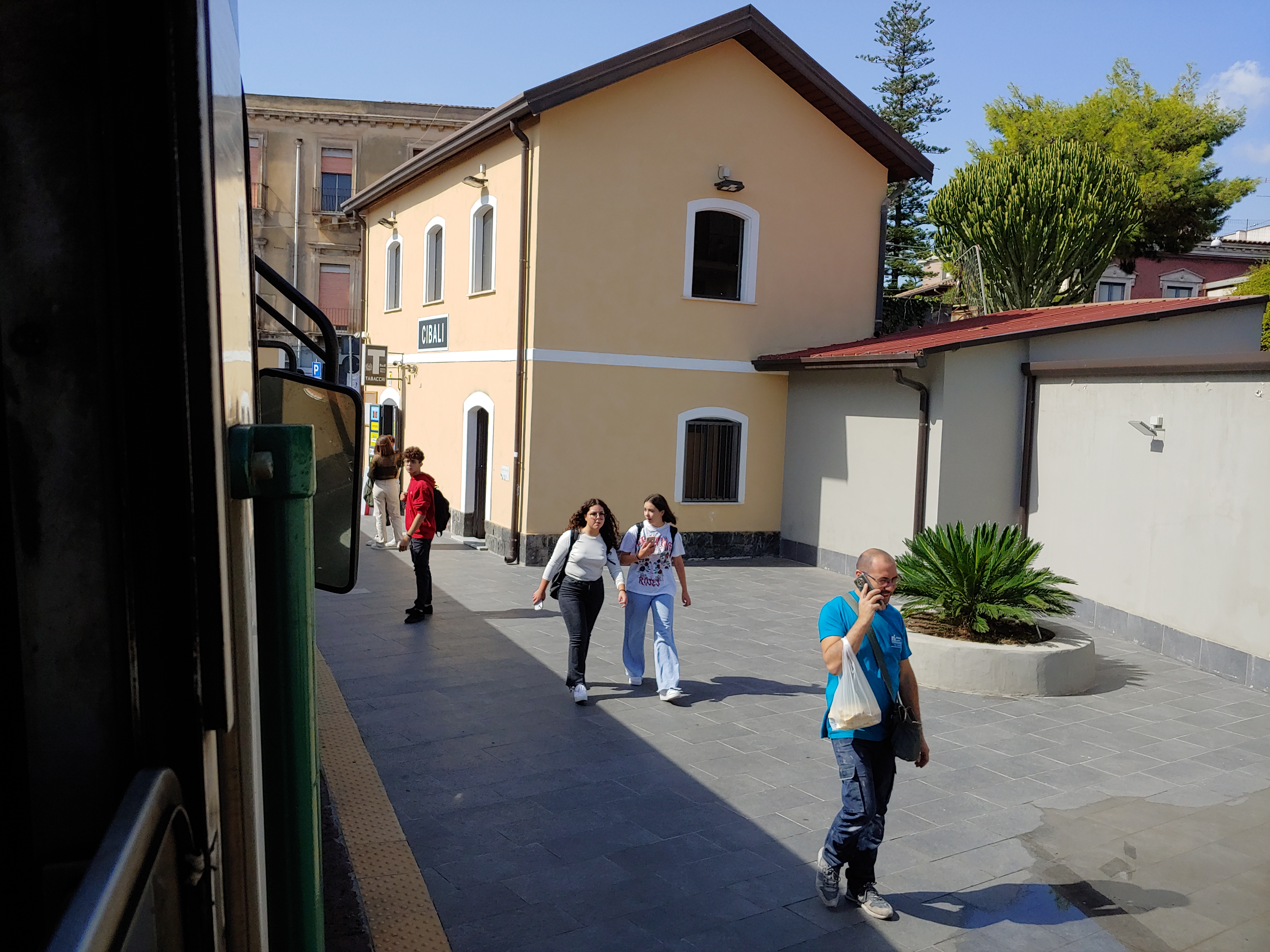
La stazione di Cibali già ristrutturata, vista dall'ADe 25 (serie ADe 21-25).

L'offerta d'orario in vigore dal 1º febbraio 1899 prevedeva la fermata di tutti i treni in circolazione sulla linea: si trattava di tre coppie di treni misti di 1ª, 2ª, 3ª classe e di una coppia di misti, limitata a Paternò, di sola 3ª classe.
L'orario ferroviario del 16 agosto 1938 prevedeva l'arrivo di 6 treni (di cui uno sospeso la domenica) di cui 3 da Catania Borgo e 3 da Catania Porto; due per Adrano, due per Randazzo e due raggiungevano il capolinea di Riposto. In senso inverso i treni per Catania erano 6, di cui tre raggiungevano il capolinea del porto di Catania. Tutti i servizi erano effettuati con le, allora nuovissime, automotrici Fiat ALn 56.
Nel 1975 il traffico giornaliero in partenza per Catania era costituito da 13 treni di automotrici (di cui 3 sospesi la domenica); di questi 5 provenivano da Riposto, 4 da Randazzo, 2 da Bronte, uno da Adrano e uno da Biancavilla. I treni provenienti da Catania erano 12; di questi 3 proseguivano fino a Riposto (termine linea), 7 fino a Randazzo, uno fino ad Adrano e uno fino a Bronte.
L'orario di servizio invernale 2014/2015 offriva 18 treni giornalieri in arrivo da Catania, di cui 4 con termine corsa a Paternò, 3 fino a Bronte, 8 fino a Randazzo e 3 fino a Riposto. I treni in partenza per Catania erano 17: 10 provenienti da Randazzo e 3 da Adrano Nord.
Il servizio si svolgeva solo nei giorni feriali; subisce una riduzione estiva dell'offerta giornaliera.

## Servizi
- Rivendita biglietti;
- Sala d'attesa;
- Servizi igienici.

## Interscambi
- Fermata autobus urbano AMTS
- Fermata metropolitana (Cibali)